# U.S. Marine Corps Squad Advanced Marksman Rifle
SAM-R (англ. Squad Advanced Marksman Rifle — винтовка пехотного снайпера) — американская самозарядная снайперская винтовка.
Для стрельбы из снайперской винтовки применяются патроны калибра 5.56 мм НАТО. Технически представляет собой модификацию M16A4.
Винтовка комплектуется оптическим прицелом различных фирм. В серийной винтовке SAM-R используется ствол, выполненный из нержавеющей стали типа Krieger SS (rifle match stainless steel Krieger SS barrel) производства компании «Компас Лэйк». Ствол винтовки SAM-R имеет длину 508 мм (20 дюймов), шаг нарезки 1:7 (один полный оборот на семь дюймов, или 178 мм).
Разработана в лаборатории МП (MCWL). Применяется в настоящее время (2009 г) подразделениями корпуса морской пехоты США в ходе боевых действий на территории Афганистана и Ирака.